# تطور ثقافي

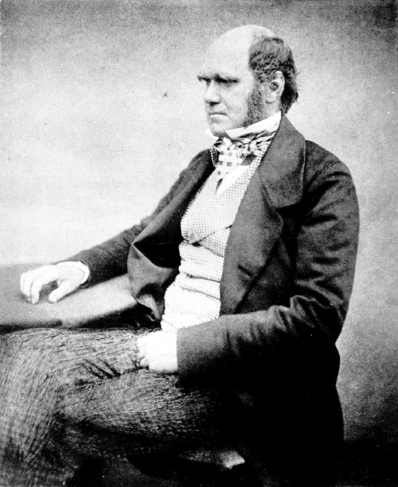
تشارلز داروين

التطور الثقافي هو نظرية تطورية للتغير الاجتماعي. تتبع هذه النظرية تعريف الثقافة على أنها «معلومات قادرة على التأثير على سلوك الأفراد الذي يكتسبونه من أفراد آخرين من نوعهم من خلال التدريس والمحاكاة وأشكال النقل الاجتماعي الأخرى». التطور الثقافي هو تغير هذه المعلومات بمرور الوقت.
طُور التطور الثقافي، المعروف تاريخيًا أيضًا باسم التطور الاجتماعي الثقافي، في الأصل في القرن التاسع عشر من قبل علماء الأنثروبولوجيا المنبثقين عن بحث تشارلز داروين حول التطور. حاليًا، أصبح التطور الثقافي أساسًا لمجال متنام من البحث العلمي في العلوم الاجتماعية، بما في ذلك الأنثروبولوجيا والاقتصاد وعلم النفس والدراسات التنظيمية. سابقًا، كان يُعتقد أن التغير الاجتماعي نتج عن تكيفات بيولوجية، لكن علماء الأنثروبولوجيا يقبلون الآن عمومًا أن التغيرات الاجتماعية تنشأ نتيجة لمزيج من التأثيرات الاجتماعية والتطورية والبيولوجية.
كان هناك عدد من الأساليب المختلفة لدراسة التطور الثقافي، بما في ذلك نظرية الوراثة المزدوجة، والتطور الاجتماعي والثقافي، وعلم الذاكرة، والتطورية الثقافية والمتغيرات الأخرى في نظرية الاصطفاء الثقافي. تختلف المناهج ليس فقط في تاريخ تطورها وانضباطها الأصلي ولكن في كيفية تصورها لعملية التطور الثقافي والافتراضات والنظريات والأساليب التي يطبقونها على دراستها. في السنوات الأخيرة، كان هناك تقارب في مجموعة النظريات ذات الصلة نحو رؤية التطور الثقافي كنظام موحد في حد ذاته.

## خلفية تاريخية
ظن أرسطو أن تطور الشكل الثقافي (مثل الشعر) يتوقف عندما يصل إلى مرحلة النضج. في عام 1873 في مجلة هاربر الشهرية الجديدة، كُتب: «بالمبدأ الذي يصفه داروين بالانتقاء الطبيعي، تكتسب الكلمات القصيرة ميزة على الكلمات الطويلة، تكتسب أشكال التعبير المباشر ميزة على أشكال التعبير غير المباشرة، وتكتسب الكلمات ذات المعنى الدقيق ميزة على العبارات الاصطلاحية الغامضة وتُعد الاستعارات المحلية سلبيةً في كل مكان».
يمكن القول إن التطور الثقافي، بالمعنى الدارويني للتنوع والوراثة الانتقائية، يعود إلى داروين نفسه. حاجج من أجل كلا الشكلين (1874 ص 239) وتساهم العادات الموروثة في التطور البشري، على أساس القدرة الفطرية لاكتساب اللغة.
أثرت أفكار داروين، جنبًا إلى جنب مع أفكار كونت وكويتليت، على عدد مما يُطلق عليه الآن علماء اجتماع في أواخر القرن التاسع عشر وأوائل القرن العشرين. اختار هودجسون وكنودسن ديفيد جورج ريتشي وثورستين فيبلين، ونسبوا للأول توقع كل من نظرية الوراثة المزدوجة والداروينية العالمية. على الرغم من الصورة النمطية للداروينية الاجتماعية التي تطورت في وقت لاحق من هذا القرن، لم يكن أي من ريتشي ولا فيبلين من اليمين السياسي.
شهدت السنوات الأولى من القرن العشرين، وخاصة الحرب العالمية الأولى، مفاهيم بيولوجية واستعارات منبوذة من قبل معظم علماء الاجتماع. حتى النطق بكلمة التطور حمل مخاطر جسيمة على سمعة المرء الفكرية. كانت الأفكار الداروينية أيضًا في حالة تدهور بعد إعادة اكتشاف علم الوراثة المندلية، ولكنها أعطيت قبلة الحياة، خاصة من قبل فيشر وهالدين ورايت، الذين طوروا أول نماذج وراثية للسكان وأصبحت معروفة بالافتراضات الحديثة.
أنعِشت المفاهيم التطورية الثقافية، أو حتى الاستعارات، بصورة أبطأ. إذا كان هناك فرد مؤثر في هذا الإنعاش فمن المحتمل أن يكون دونالد ت. كامبل. في عام 1960، اعتمد كامبل على رايت لرسم مقارنة بين التطور الجيني والاختلاف الأعمى والاحتفاظ الانتقائي بالأفكار الإبداعية؛ وهو عمل تطور إلى نظرية كاملة عن التطور الاجتماعي والثقافي في عام 1965 (عمل يتضمن إشارات إلى أعمال أخرى في فترة الانتباه الحالية للاهتمام في هذا المجال). كان كامبل واضحًا في أنه لم ينظر إلى التطور الثقافي على أنه تشبيه من التطور العضوي في حد ذاته، ولكن بالأحرى من نموذج عام للعمليات شبه الغائية التي لا يمثل التطور العضوي فيها سوى مثال واحد.
اتبع آخرون تشبيهات أكثر تحديدًا، ولا سيما عالم الأنثروبولوجيا ف. ت. كلوك الذي جادل في عام 1975 عن وجود تعليمات ثقافية متعلمة (الجسيمات الثقافية أو الثقافة-ي) ما أدى إلى مصنوعات مادية (ثقافة-م) مثل العجلات. وبالتالي، فإن الجدل الذي قُدم حول ما إذا كان التطور الثقافي يتطلب تعليمات عصبية يستمر حتى يومنا هذا.

### نظرية أحادية الخط
في القرن التاسع عشر، كان يُعتقد أن التطور الثقافي يتبع نمطًا أحادي الخط تتطور بموجبه جميع الثقافات تدريجيًا بمرور الوقت. كان الافتراض الأساسي هو أن التطور الثقافي نفسه أدى إلى نمو الحضارة وتطورها.
أعلن توماس هوبز في القرن السابع عشر أن ثقافة السكان الأصليين لا تملك فنون ولا رسائل ولا مجتمع ووصف مواجهة الحياة بأنها تجربة منعزلة وفقيرة وسيئة ووحشية ووقصيرة. لقد استنتج، مثل غيره من العلماء في عصره، أن كل شيء إيجابي ومُحترم نتج عن التطور البطيء بعيدًا عن حالة الكينونة السيئة هذه.
في ظل نظرية التطور الثقافي أحادي الخط، تتطور جميع المجتمعات والثقافات على نفس المسار. كان هربرت سبنسر أول من قدم نظرية عامة أحادية الخط. اقترح سبنسر أن البشر يتطورون إلى كائنات أكثر تعقيدًا مع تقدم الثقافة، إذ يعيش الناس في الأصل في ثقافة حشود غير متمايزة تتقدم وتتطور إلى النقطة التي تطور فيها الحضارة التسلسلات الهرمية. المفهوم الكامن وراء النظرية أحادية الخط هو أن التراكم المطرد للمعرفة والثقافة يؤدي إلى فصل مختلف علوم العصر الحديث وتكوين الأعراف الثقافية الموجودة في مجتمع العصر الحديث.
في كتاب لويس إتش مورجان «المجتمع القديم» (1877)، يسمي مورغان سبع مراحل مختلفة للثقافة الإنسانية: الوحشية الدنيا والوسطى والعليا؛ والبربرية الدنيا والوسطى والعليا؛ والحضارة. يبرر هذا التصنيف المرحلي بالإشارة إلى المجتمعات التي تشبه سماتها الثقافية تلك الخاصة بكل تصنيف من تصنيفاته المرحلية للتقدم الثقافي. لم يقدم مورغان أي مثال على الوحشية الدنيا، حتى في وقت كتابة كتابه، بقيت أمثلة قليلة من هذا النوع الثقافي. في وقت شرح نظريته، كان عمل مورغان يحظى باحترام كبير وأصبح أساسًا لكثير من الدراسات الأنثروبولوجية التي تبعته.

### الخصوصية الثقافية
بدأت إدانة واسعة النطاق للنظرية أحادية الخط في أواخر القرن التاسع عشر. يفترض التطور الثقافي أحادي الخط ضمنيًا أن الثقافة نشأت من الولايات المتحدة وأوروبا الغربية. وقد اعتبر الكثيرون أن ذلك افتراض عنصري، إذ افترض أن بعض الأفراد والثقافات قد تطورت أكثر من غيرها.
كان فرانز بواس، عالم الأنثروبولوجيا الألماني المولد، المحرض على الحركة المعروفة باسم الخصوصية الثقافية، إذ تحول التركيز إلى نهج متعدد الخطوط للتطور الثقافي. اختلف ذلك عن النهج أحادي الخط الذي كان يُفضل فيما مضى بمعنى أن الثقافات لم تعد تُقارن، ولكنها تُقيم بشكل فريد. حول بواس، جنبًا إلى جنب مع العديد من تلاميذه، لا سيما أ.ل.كروبر، وروث بنديكت ومارجريت ميد، تركيز البحث الأنثروبولوجي إلى أنه بدلًا من تعميم الثقافات، كان الاهتمام في ذلك الوقت نحو جمع الأدلة التجريبية لكيفية تغير الثقافات الفردية وتطورها.